# レッスルマニアVI
レッスルマニアVI（レッスルマニアシックス、WrestleMania VI）は、1990年4月1日にアメリカ合衆国のプロレス団体WWE（当時はWWF）が開催した年間最大の興行およびPPVの名称である。

## 概要
- 本大会は初めてアメリカ国外（カナダ）で開催されたレッスルマニアである。

- 後に11度の世界王者となる16歳のエッジは、本大会の客席のリングサイドから11番目にランス・ストーム、クリスチャンと共に観戦に来ていた[1]。そして、メイン戦のハルク・ホーガン対アルティメット・ウォリアーの試合を観戦した後、プロレスラーとなることを決意する。12年後のレッスルマニアX8においてエッジは同じくスカイドームのリングに立ち、夢を実現させた[2]。

- メイン戦は後にWWEから発売されたレッスルマニアXXのDVD特典に収録されている、WWEのスーパースター達が選ぶレッスルマニア名勝負トップ10において9位にランクインし、PWI紙においても1990年の年間最高試合に選出されている[3]。

- オープニングではロバート・グーレがカナダ国歌 "オー・カナダ" を独唱。

## 結果
- ダーク・マッチ -Dark Match-

○ポール・ローマ vs ブルックリン・ブロウラー●
- ○リック・マーテル vs ココ・B・ウェア●

- WWFタッグ王座戦 -Tag team match for the WWF Tag Team Championship-

●コロッサル・コネクション (アンドレ・ザ・ジャイアント&ハク) (w / ボビー・ヒーナン） vs デモリッション (アックス&スマッシュ)○
- ○アースクエイク (w / ジミー・ハート) vs ハーキュリーズ●

- ○ブルータス・ビーフケーキ vs ミスター・パーフェクト (w / ザ・ジニアス)●

- △ロディ・パイパー vs バッドニュース・ブラウン△

- ○ハート・ファウンデーション (ブレット・ハート&ジム・ナイドハート) vs ボルシェビクス (ニコライ・ボルコフ&ボリス・ズーコフ)●

- ○ザ・バーバリアン (w / ボビー・ヒーナン) vs ティト・サンタナ●

- ○ダスティ・ローデス&サファイア vs ランディ・サベージ&センセーショナル・シェリー●

- ○オリエント・エクスプレス (サトー&タナカ) (w / ミスター・フジ) vs ザ・ロッカーズ (ショーン・マイケルズ&マーティ・ジャネッティ)●

- ○ジム・ドゥガン vs ディノ・ブラボー (w / ジミー・ハート&アースクエイク)●

- ○テッド・デビアス (w / バージル) vs ジェイク・ロバーツ●

- ○ビッグ・ボスマン vs アキーム (w / スリック)●

- ○リック・ルード (w / ボビー・ヒーナン) vs ジミー・スヌーカ●

- WWF世界ヘビー級王座＆インターコンチネンタル王座戦 -WWF Intercontinental Championship and the WWF World Heavyweight Championship-

●ハルク・ホーガン (c) vs アルティメット・ウォリアー (c)○